# Честкув-А
Честкув-А (пол. Czestków A) — село в Польщі, у гміні Бучек Ласького повіту Лодзинського воєводства.
Населення — 277 осіб (2011).
У 1975-1998 роках село належало до Серадзького воєводства.

## Демографія
Демографічна структура станом на 31 березня 2011 року:
|          | Загалом | Допрацездатний вік | Працездатний вік | Постпрацездатний вік |
| -------- | ------- | ------------------ | ---------------- | -------------------- |
| Чоловіки | 141     | 27                 | 100              | 14                   |
| Жінки    | 136     | 23                 | 74               | 39                   |
| Разом    | 277     | 50                 | 174              | 53                   |